# Django Reinhardt
Jean Baptiste Reinhardt (Liberchies, Bèlgica, 23 de gener del 1910 - Samois-sur-Seine, França, 16 de maig del 1953). Guitarrista i compositor belga d'origen sinti, fou un dels primers grans talents de jazz que va sorgir a Europa i se li atribueix la paternitat d'una nova modalitat de jazz coneguda com a jazz manouche o gypsy jazz.

## Inicis
Django Reinhardt creix en el nucli de la comunitat manouche que vivia instal·lada als voltants de París. Els seus pares, Jean-Eugène Weiss i Laurence “Négro” Reinhardt vivien, com la resta dels manouche de l’àrea, d'actuar en fires, noces, batejos, i venent cistelles i altres objectes de vímet. Django va créixer analfabet, un esperit lliure que vagava pels carrers amb el seu germà i els seus amics, demostrant des de petit un interès i sensibilitat especials per la música.
Tot i que el primer instrument que agafa és un violí, als dotze anys el canvia per una guitarra-banjo que aprèn a tocar observant els virtuosos intèrprets locals. Comença a guanyar diners tocant als carrers i cafeteries de la ciutat i de seguida es troba acompanyant a un gran nombre de cantants i acordionistes de l'escena musical parisenca.

## Accident i formació d'una identitat musical
L’any 1928, un incendi en la seva caravana el deixa amb dos dits de la mà esquerra completament atrofiats. Va estar divuit mesos readaptant-se i lluitant per poder salvar la seva mà. Aquesta tragèdia que li arriba als divuit anys condiciona per sempre la seva carrera musical i alhora dona pas a la llegenda que esdevindria. El seu germà “Nin-Nin” li regala la seva primera guitarra, possiblement per a ajudar en la recuperació, ja que les cordes tenien menys tensió que el banjo, i l’any 1931 reapareix a l’escena musical. Es va veure obligat a desenvolupar una tècnica adaptada a les seves noves condicions físiques, la qual cosa va afegir un alt grau de personalitat tant al seu vocabulari com als seus plantejaments musicals.
El juliol del 1931 té lloc un altre fet que condicionaria el futur musical de Django: Émile Savitry, un pintor bohemi francès, el convida a escoltar la seva col·lecció de discos de jazz americà i Django escolta per primera vegada a Louis Armstrong, Duke Ellington, Eddie Lang i Joe Venuti. Aquesta època és la pedra angular que dona la forma artística definitiva al músic gità. Django troba en el jazz la seva via d’expressió i durant aquesta fase coneix al violinista Stéphane Grappelli, amb el qual formaria, l’any 1934, una de les bandes franceses més sensacionals de tots els temps; el Quintette du Hot Club de France. Es tractava d’un conjunt únic, format íntegrament per instruments de corda, amb Django Reinhardt a la guitarra solista, Stéphane Grappelli al violí, Roger Chaput i Joseph Reinhardt a les guitarres rítmiques i Louis Vola al contrabaix. Aquesta formació, que es mantindria invariable des de la primera gravació el 10 de setembre de 1934 fins al 25 d’agost del 1939, fixaria la sonoritat més reconeguda del jazz manouche i constituiria el primer grup de jazz europeu que passaria a formar part de la història del jazz.

## El jazz manouche
No es tracta d'un estil musical propi, però Le Quintette du Hot Club de France va ser una formació totalment original en l'època, comparada amb les formacions més tradicionals de jazz nord-americà on no podia faltar una bateria, un piano i, en general, instruments de vent com a principals solistes.
A més, les guitarres utlitzades, un nou invent de l'època, aporten el timbre característic de l'estil. Guitarres dissenyades i construïdes pel luthier Mario Maccaferri, que Django Reinhardt va usar en la majoria de les seves gravacions i concerts.
Quant a les funcions dels instrumentistes, sempre pot escoltar-se com els solistes (guitarristes i violinistes) improvisen sobre una base rítmica formada per dues guitarres i un contrabaix. Els guitarristes acompanyen utilitzant un ritme denominat la pompe, que té un fort caràcter percussiu, imitant el so de la caixa d'una bateria tocada amb escombretes. En l'estil, els guitarristes estan dividits entre els que es dediquen a la guitarra solista i els que es dediquen a la guitarra rítmica, sent aquests últims autèntics especialistes de la pompe. Sobre aquesta base regular els dos solistes poden demostrar el seu talent per a la improvisació.

## Després del quintet
L'any 1946 Reinhardt comença a practicar amb la guitarra elèctrica i realitza una gira pels Estats Units com a solista amb l'orquestra de Duke Ellington, encara que no va obtenir gran èxit. Va tornar a França i, el 1948, va formar una nova banda amb Grappelli al violí i músics italians de jazz: baix, piano i percussió.

## Darrers anys
L’any 1951, Reinhardt es retira a Samois-sur-Seine, un poble als afores de París, on continua tocant i gravant fins a la seva mort, causada per una hemorràgia cerebral, el 16 de maig de 1953, a l'edat de 43 anys.